# Місумальпанські мови

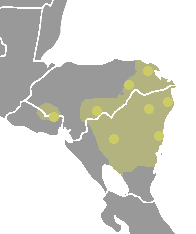
Мапа поширення мов місумальпанської сім'ї: теперішнє розповсюдження та ймовірне поширення в 16 ст.

Місумальпа́нська мо́вна сім'я́ (англ. Misumalpan) — індіанська мовна родина, що складається з чотирьох мов, поширених у Сальвадорі, Нікарагуа та Гондурасі. На думку деяких вчених, зокрема, американського лінгвіста Джозефа Грінберга, ця мовна родина має генетичні зв'язки з чибчанською. 
Назва мовної сім'ї походить від злиття перших складів трьох її представників: мови міскіту (Miskitu), мови сумо (Sumu) та матагальпанських (Matagalpan) мов. Хоча мови магагальпанської гілки уже вимерли, проте мови мискіту та сумо залишаються живими. Більше того, мова мискіту налічує близько 200 000 мовців та є другою за чисельністю серед індіанських мов на Узбережжі Москіто.

## Генеалогія
До місумальпанських мов входять:
1. Мискіто — налічує близько 200 000 носіїв, переважно у Північно-атлантичному автономному регіоні Нікарагуа та деяких місцевостях у Гондурасі.
2. Сумальпанські мови:
- Сумо — налічує близько 7 000 носіїв, що проживають уздовж ріки Хуаспук, здебільшого в Нікарагуа, а також частково у Гондурасі. Включає декілька діалектів:
  - Майянгна;
    - Тавака;
    - Панамака;
    - Твака;

  - Улва;

3. Матагальпські мови:
- Какаопера — мертва мова; раніше була розповсюджена у департаменті Моразан, Республіки Ель-Сальвадор;
- Матагальпа — мертва мова; раніше була розповсюджена у горах центрального Нікарагуа та в департаменті Ель-Параїсо Республіки Гондурас.